# حسین باستانی
حسین باستانی روزنامه‌نگار و تحلیلگر سیاسی ایرانی است و در بی‌بی‌سی فارسی کار می‌کند.

## زندگینامه و روزنامه‌نگاری
حسین باستانی در سال ۱۳۸۳، دبیر انجمن صنفی روزنامه‌نگاران ایران بود. حسین باستانی در دوران اصلاحات، در روزنامه‌های مختلف و از جمله جامعه، توس، نشاط، خرداد، صبح امروز، مشارکت، دوران امروز، بهار، بنیان، آینه، نوروز، یاس نو و وقایع اتفاقیه به عنوان یادداشت نویس یا عضور شورای سردبیری کار کرد که همگی توقیف شدند. او به خاطر نوشته‌های خود، در تیرماه ۱۳۸۲ به حکم قاضی مرتضوی دستگیر و زندانی شد.
باستانی قبل از پیوستن به بی‌بی‌سی فارسی، مدیرعامل شرکت رسانه‌ای «روز»، ناشر روزنامه اینترنتی «روزآنلاین» بود. از زمان شروع روزنامه‌نگاری حرفه ای در سال ۱۳۷۷، باستانی بیش از ۲۲۰۰ یادداشت تحلیلی در مورد سیاست ایران منتشر کرده که بسیاری از آنها مقاله‌های تحقیقی بوده‌اند. او در کارهای خود، بر گفتمان سیاسی سید علی خامنه‌ای و منصوبان او، نهادهای نظامی و امنیتی جمهوری اسلامی، تاریخ جنگ ایران و عراق و جناح‌های سیاسی حاکم بر ایران تمرکز ویژه داشته‌است.
در ۲۸ بهمن ۱۳۹۴ و در آستانه انتخابات خبرگان رهبری و مجلس شورای اسلامی، سید علی خامنه‌ای در یک سخنرانی عمومی به یک تحلیل حسین باستانی در سایت و رادیوی بی‌بی‌سی فارسی واکنش نشان داد و خطاب به رای‌دهندگان گفت: «وقتی شما دانستی دشمن چه می‌خواهد، عکس او عمل می‌کنی؛ معلوم است.» در آن زمان، فراخوانی در شبکه‌های مجازی به جریان افتاده که موضوع آن، تلاش برای رای نیاوردن محمد یزدی، احمد جنتی و محمدتقی مصباح یزدی در انتخابات مجلس خبرگان بود. باستانی یک روز قبل از سخنرانی سید علی خامنه‌ای، در تحلیلی آماری نتیجه گرفته بود که «چنین هدفی، فارغ از ارزش گذاری در مورد 'خوب' یا 'بد' بودن آن، و گذشته از اینکه به لحاظ سیاسی هم ممکن باشد یا نه»، «به لحاظ ریاضی ممکن است». در پی سخنرانی سید علی خامنه‌ای، طیف وسیعی از مسئولان حکومتی و رسانه‌های رسمی ایران به محکوم کردن مطلب منتشر شده در بی‌بی‌سی پرداختند. درنهایت، در نتیجه انتخابات مجلس خبرگان محمد یزدی و محمدتقی مصباح یزدی حذف شدند و احمد جنتی، در فهرست منتخبان استان تهران در جایگاه آخر (شانزدهم) ایستاد.

## کارنامه
حسین باستانی علاوه بر تحلیل سیاسی و فعالیت روزنامه‌نگاری، در تولید مستند و پادکست نیز فعال بوده‌است.

### مستندها
. او در ۲۷ تیر ۱۳۹۷، مستند جام زهر، فرصت‌های از دست رفته ایران در جنگ را ساخت که روایتی متفاوت با روایت رسمی حکومت ایران را در مورد پایان جنگ ارائه می‌داد. باستانی در ۲۷ آذر ۱۳۹۷ نیز، مستند «بهتان برای حفظ نظام» را ساخت که موضوع آن، بازخوانی «توجیهات شرعی» مورد استفاده برای بدنام کردم مخالفان حکومت ایران بود.

### پادکست «بین سطور»
در شهریور سال ۱۴۰۰، بی‌بی‌سی فارسی شروع به انتشار پادکست و برنامه تلویزیونی «بین سطور» کرد که در آن حسین باستانی «تشریح زوایای ناگفته تحولات و وقایع مهم ایران می‌پردازد».

### کتاب‌ها
- ب‍دون ق‍ض‍اوت: م‍ج‍م‍وع‍ه م‍ق‍الات س‍ت‍ون «ب‍دون ق‍ض‍اوت» روزن‍ام‍ه ن‍وروز. ت‍ه‍ران: ن‍ش‍ر روزگ‍ار، ۱۳۸۱. شابک ‎۹۶۴-۵۸۶۹-۰۵-۶